# Премия Хьюго за лучший фэнзин
Премия Хьюго за лучший фэнзин (англ. Hugo Award for Best Fanzine) — премия Хьюго, ежегодно вручаемая лучшим фэнзинам с 1956 года.
Согласно Статье 3.3.11 Конституции Всемирного Общества Научной Фантастики, награда вручается любому непрофессиональному печатному периодическому изданию, посвящённому научной фантастике, находящемуся в свободном доступе, имеющему, как минимум, четыре выпуска в отчётном году и один выпуск в году, предшествующем отчётному, и не квалифицируемому как семипрозин.

## История названия
На протяжении существования премия несколько раз меняла название:
- «Best Fan Magazine» в 1956-57;
- «Best Amateur Magazine» в 1959, 1963-64, 1966, 1972-75, 1977-78.

Эта премия является старейшей из всех, вручаемых любителям, за всю историю существования Премии Хьюго.

## Известные номинанты и победители
- Джек Чалкер (1963)
- Терри Карр (1968)
- Том Рими (1969)
- Питер Уэстон (1971)
- Джеймс Уайт (2004)
- Ли Хоффман (2007)